# Verracos de piedra

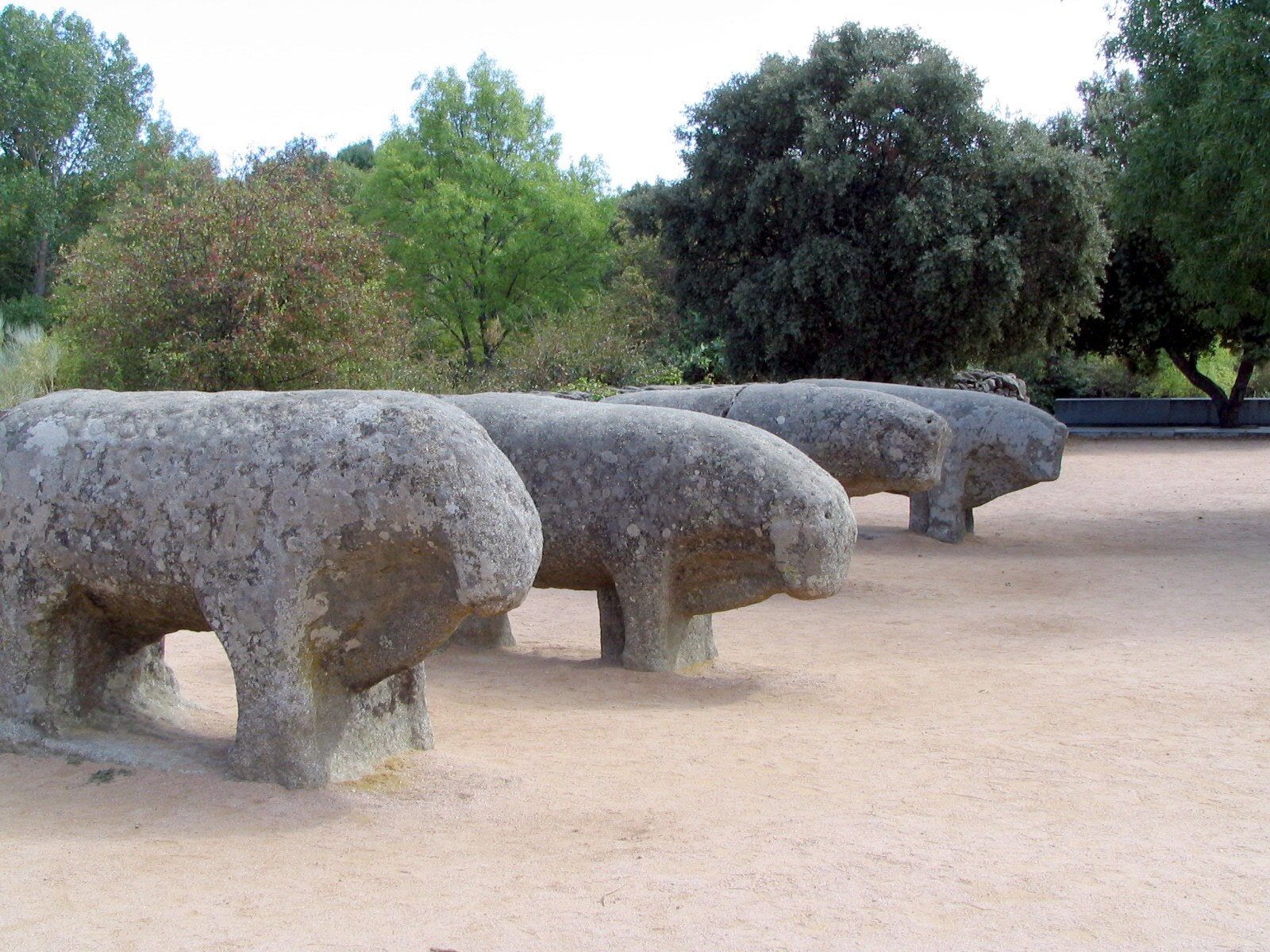
Býci z Guisanda, Španělsko. Čtyři verracos zmiňuje Miguel de Cervantes y Saavedra.

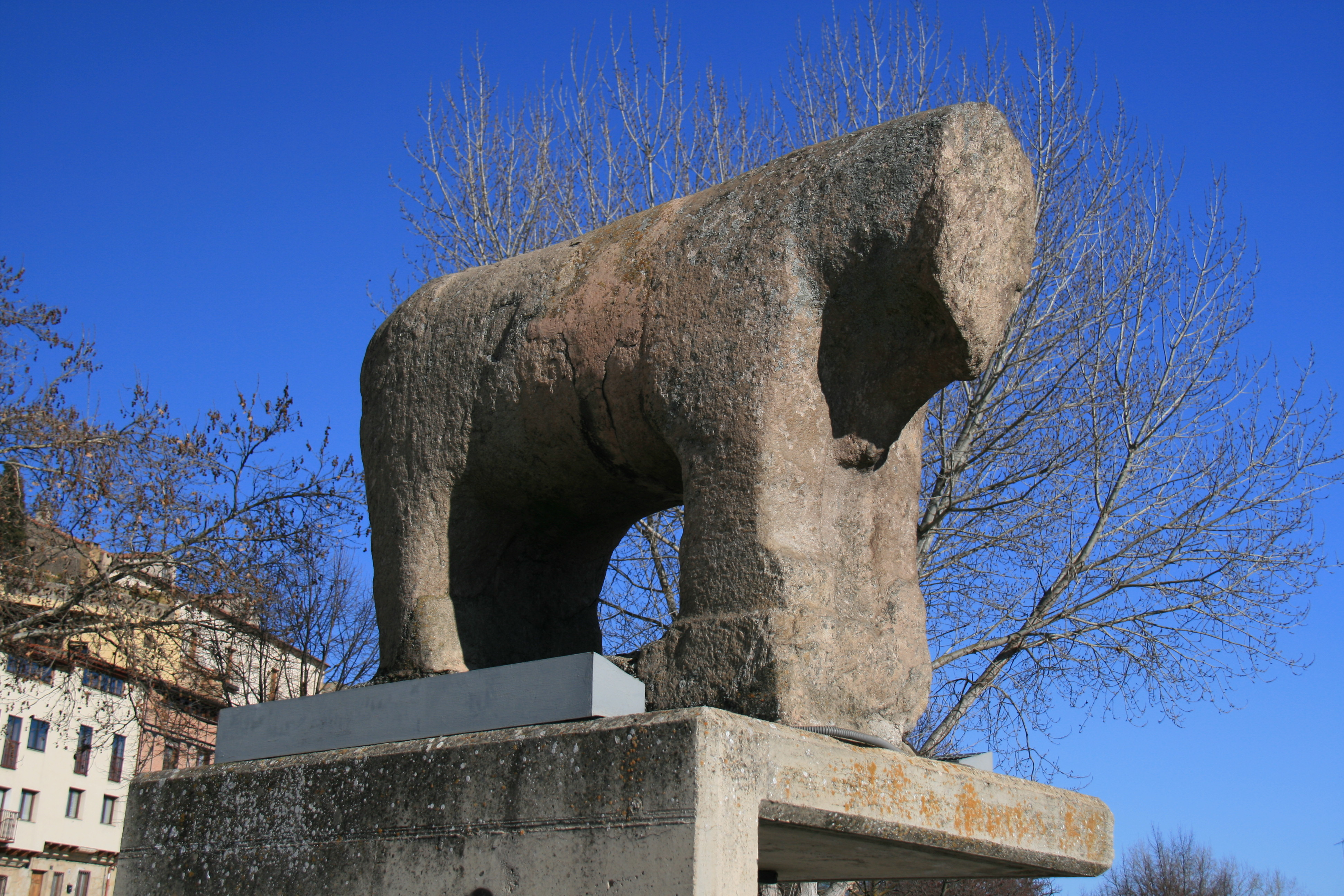
Verraco de piedra u římského mostu v Salamance.

Verracos de piedra (dosl. překlad "kamenní kanci") jsou kamenné plastiky, vyskytující se ve Španělsku, v provinciích Ávila, Cáceres, Salamanca, Toledo a Zamora, a v Portugalsku, v oblastech Beira Interior Norte a Trás-os-Montes. Pocházejí z období Vetonů (počínaje 5. stoletím př. n. l.); jejich účel není zcela jasný. Předpokládá se, že ohraničovaly terén určený k pastvě, i když zrovna tak mohly mít jiný význam – mystický nebo náboženský. Nejznámější jsou „verracos“ nazývané "Toros de Guisando" v provincii Ávila. Největší dosud známá tato plastika byla získána nedávno a byla umístěna na hlavním náměstí Villanueva del Campillo v Ávile. Velmi starý a velmi dobře dochovaný exemplář se nachází rovněž v Torralbě de Oropesa (provincie Toledo), další lze vidět v Segura de Toro, severně od provincie Cáceres.
Snad nejslavnější ze všech je plastika, nacházející se u římského mostu v Salamance, která se objevila v pikareskním románu Lazarillo de Tormes.
Tento typ "verracos" odkazuje na pastevecké populace.
Mají podobu a velikost býka, proto se nazývají též toros de piedra (kamenní býci), i když výraz „verraco“ (prase) se používá především ve smyslu „kanec/samec, obdařený plodivou silou“.
Uvažuje se i o spojitosti s keltskou mytologií. Velmi podobné plastiky se nacházejí na místě tak vzdáleném, jako je pravěké hradiště Ślęża v Polsku.

## Lokalizace některých „verracos“

### provincie Ávila
- Aldea del Rey Niño

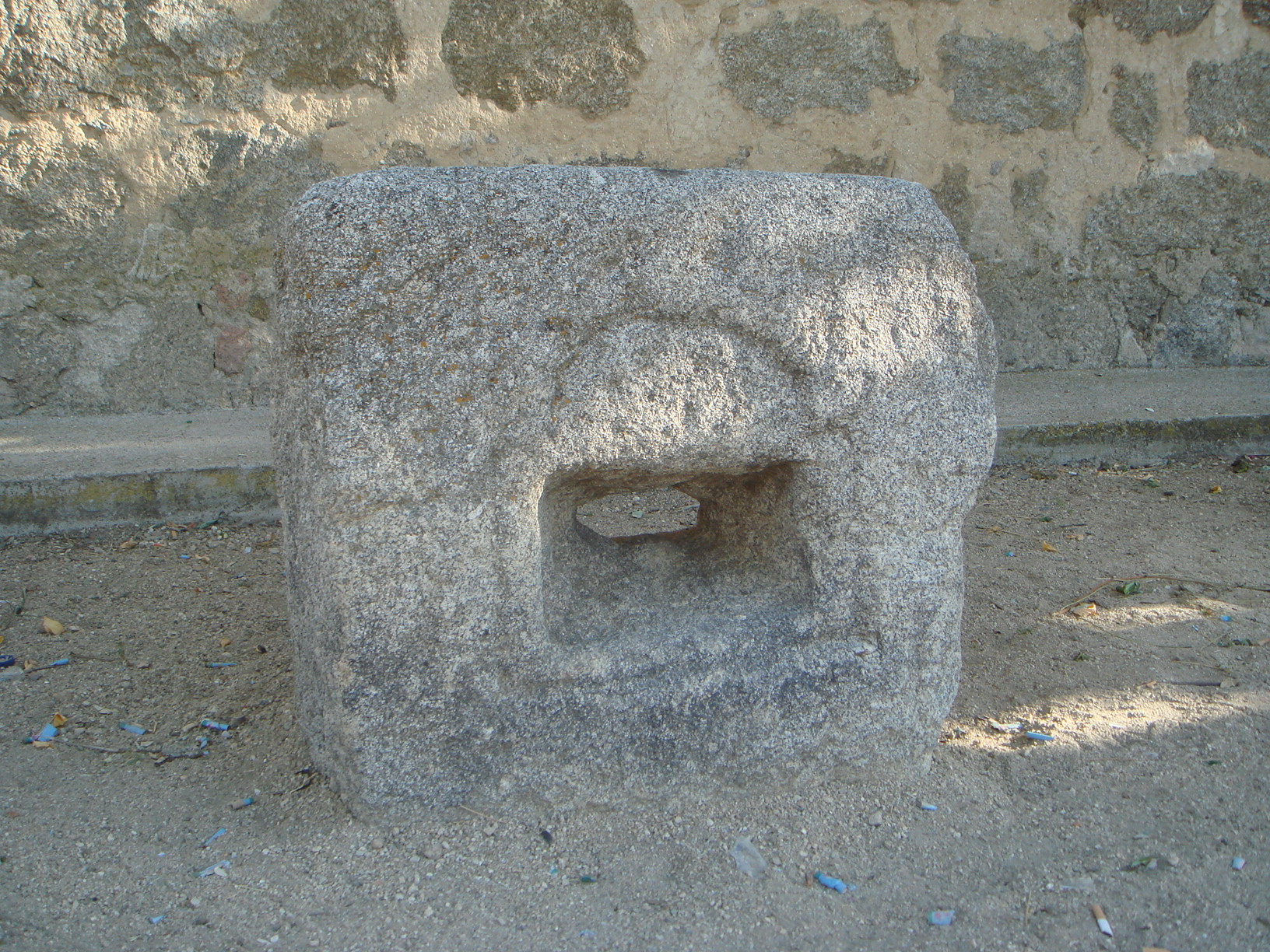
Verraco, La Torre, Ávila

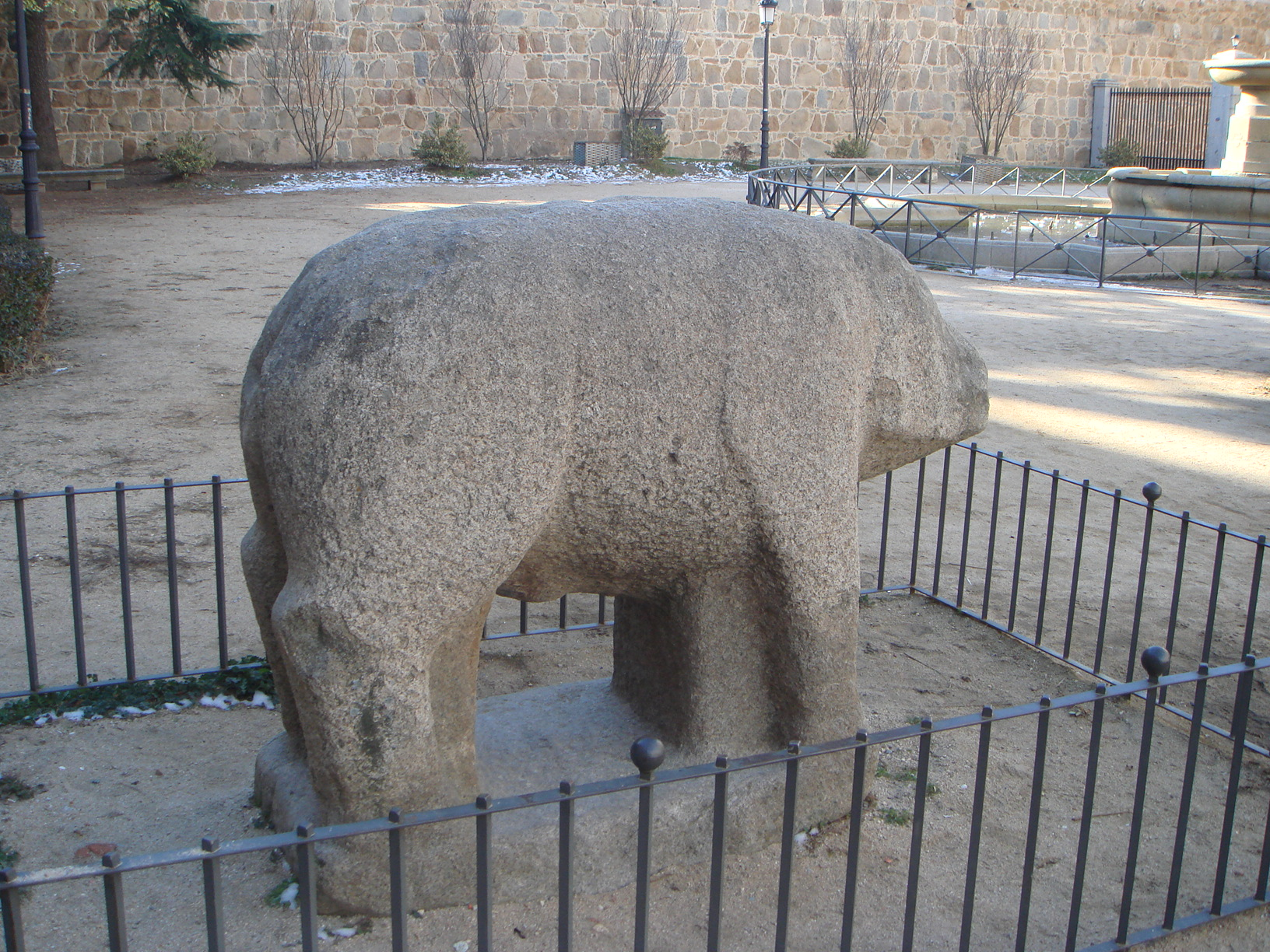
Verraco, Las Cogotas, Ávila

- Ávila de los Caballeros (14 exemplářů pocházejících z Tornadizos a 3 nacházející se poblíž Adaja)
- Cardeñosa (hradiště Las Cogotas)
- Chamartín (5 exemplářů, Castro de la Mesa de Miranda)
- Martiherrero (4 verracos)
- Mingorría
- Narrillos de San Leonardo
- El Oso (exemplář přezdívaný "El oso" (medvěd), který dal název obci)
- San Miguel de Serrezuela (v současnosti v El Torreón de los Guzmanes v městě Ávila)
- Santa María del Arroyo
- Solosancho (2 exempláře, Castro de Ulaca)
- El Tiemblo (4 exempláře, známí "Toros de Guisando")
- Tornadizos de Ávila (dochováno 8 exemplářů)
- La Torre (3 exempláře)
- Villanueva del Campillo (2 verracos, jeden z nich je největší v Evropě)
- Villatoro (3 exempláře)
- Vicolozano

### provincie Cáceres
- Botija (Castro de Villasviejas del Tamuja, "Tamusia")
- Guadalupe (Caserío de Mirabel)
- Madrigalejo (v současnosti v Museo Arqueológico de Cáceres)
- Segura de Toro
- Valdelacasa de Tajo
- Villar del Pedroso

### provincie Sallamanca

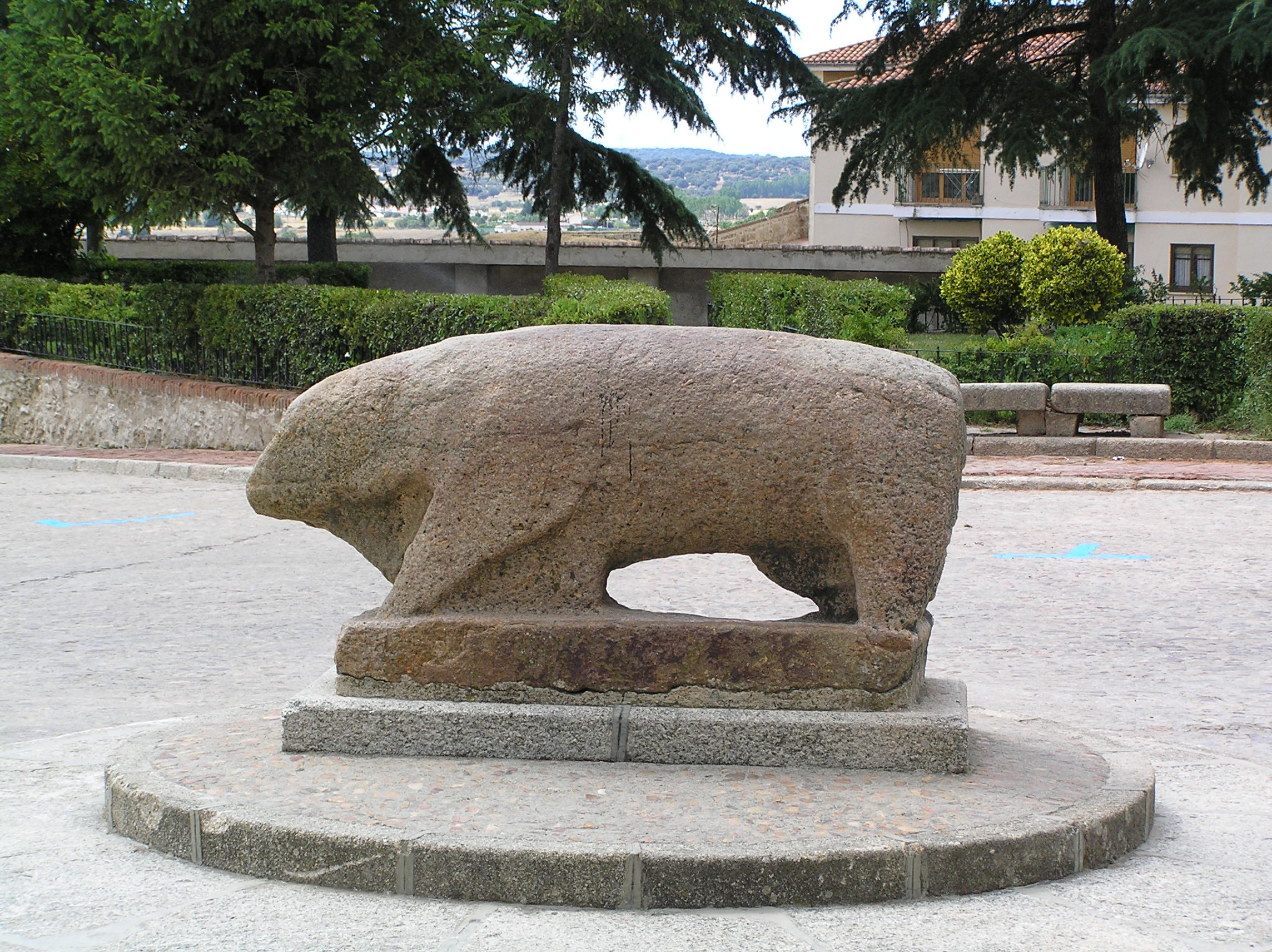
Verraco z granitu, pravděpodobně vetonského původu (Plaza del Castillo, Ciudad Rodrigo).

- Ciudad Rodrigo (exempláře, jeden z nich původem z Gallegos de Argañán)
- Gallegos de Argañán (jeden je v současnosti v Museo de Salamanca a další v Casa de la Cultura de Ciudad Rodrigo) (dům kultury města Rodrigo)
- Juzbado
- Larrodrigo
- Ledesma
- Lumbrales (2 verracos)
- Masueco (v současnosti v Museo de Salamanca)
- Monleón
- Puente del Congosto
- La Redonda (v současnosti v Museo de Salamanca)
- Salamanca (uváděný v "El Lazarillo de Tormes" a různé exempláře v muzeu)
- San Felices de los Gallegos
- Santibáñez de Béjar
- Tabera de Abajo
- Yecla de Yeltes (Castro de Yecla la Vieja, v současnosti v Aula arqueológica)

### provincie Toledo
- Talavera la Nueva
- Torralba de Oropesa
- Torrecilla de la Jara (2 exempláře)

### provincie Zamora
- Muelas del Pan
- San Vitero
- Toro